# Nathan Lane
Joseph "Nathan" Lane (Jersey City, 3 de febrer de 1956) és un actor de teatre, cinema i televisió estatunidenc, guanyador en dues ocasions del Premi Tony i del Premi Emmy. És conegut principalment pels seus papers a Mendy a The Lisbon Traviata, Albert a The Birdcage, Max Bialystock al musical The Producers, Ernie Smuntz a MouseHunt, Nathan Detroit a Guys and Dolls, Pseudolus a A Funny Thing Happened on the Way to the Forum; i pel seu doblatge a The Lion King i a Stuart Little. El 2006 va rebre una estrella al Hollywood Walk of Fame, i el 2008 va ser admès al American Theatre Hall of Fame.

## Biografia
Lane va néixer com a Joseph Lane a Jersey City Nova Jersey, fill d'una família catòlica d'arrels irlandeses. Va ser batejat Joseph en honor d'un oncle seu, un capellà jesuïta. El seu pare, Daniel, conduïa un camió i era un tenor aspirant que morí d'alcoholisme quan Lane només tenia 11 anys; la seva mare, Nora, era mestressa de la llar i secretària que patia depressió maníaca, i morí el 2000. Té dos germans, Robert i Daniel. Lane estudià a diverses escoles catòliques de Jersey City, incloent-hi la jesuïta St. Peter's Preparatory High School, on va ser triat com a Millor Actor el 1974.

## Carrera musical

### 1970s – 1980s
El seu germà Dan l'acompanyà al que se suposava que era el seu primer dia a la Universitat Saint Joseph de Filadèlfia, on havia rebut una beca per estudiar drama. Quan arribaren, s'assabentaren que no podria cobrir les despeses de l'estança sense demanar un altre préstec estudiantil, de manera que decidiren tornar a casa. «Recordo que em va dir "la universitat és per la gent que no sap què vol fer"», Dan Lane recordà.
Com que el nom "Joseph Lane" ja estava registrat a l'Actors Equity, se'l canvià a "Nathan" pel personatge de "Nathan Detroit" del musical Guys and Dolls. Es traslladà a Nova York on, després d'una dura lluita, la seva carrera començà a enlairar-se, primer amb alguns petits èxits al món de la comèdia amb company, Patrick Stack, i després a produccions de l'Off-Broadway al Second Stage Theatre, el Roundabout Theatre, el Manhattan Theatre Club, i el seu debut a Broadway el 1982 al revival de Present Laughter, de Noël Coward, amb George C. Scott, Kate Burton, Dana Ivey i Christine Lahti. Lane rebé una nominació al Premi Drama Desk.
La seva segona aparició a Broadway va ser al musical Merlin (1983), protagonitzat per Chita Rivera i per l'il·lusionista Doug Henning. Li seguí Wind in the Willows com Mr. Toad, Some Americans Abroad al Lincoln Center, i la gira nacional de Broadway Bound, de Neil Simon.

### 1990
El 1991, Lane protagonitzà de nou amb George C. Scott un revival de On Borrowed Time al Circle in the Square Theatre a Broadway. El 1992, protagonitzà el revival de Guys and Dolls, rebent la seva primera nominació al Premi Tony, així com al Drama Desk i el Premi Outer Critics Circle, interpretant el paper al que li devia el nom, juntament amb Peter Gallagher i Faith Prince.
La seva associació professional amb el seu amic el dramaturg Terrence McNally inclou papers a The Lisbon Traviata (Drama Desk and Lucille Lortel Awards), Bad Habits, Lips Together, Teeth Apart, Love! Valour! Compassion! (Obie, Drama Desk and Outer Critics Circle Awards), Dedication or the Stuff of Dreams (Drama Desk nomination), The Last Mile on PBS Great Performances, and the film version of Frankie and Johnny. A inicis de la dècada del 1990 començà una temporada d'èxits a Broadway per a Lane. El 1993 interpretà a "Max Prince" a Laughter on the 23rd Floor de Neil Simon. El 1996 protagonitzà el revival de A Funny Thing Happened on the Way to the Forum, guanyant els premis Tony, el Drama Desk i el Outer Critics Circle.
La seva associació amb Sondheim començà amb el taller d'Assassins i, després de Forum, aparegué amb Victor Garber al taller de Wise Guys (posteriorment anomenat Road Show). La seva col·laboració continuà quan revisà el llibret original i protagonitzà l'estrena a Broadway de The Frogs al Lincoln Center el 2004. També cantà una cançó escrita especialment per a ell per Sondheim a la pel·lícula The Birdcage, per la que rebé la seva primera nominació als Globus d'or.
A més de a les obres de McNally, Lane aparegué a diverses produccions a l'Off-Broadway, incloent-hi Love (la versió musical de l'obra Luv, de Murray Schisgal); Measure for Measure, dirigida per Joseph Papp a Central Park, pel qual rebé el Premi St. Clair Bayfield; The Common Pursuit, The Film Society, Mizlansky/Zilinsky or Schmucks, In a Pig's Valise, Trumbo, She Stoops to Conquer, The Merry Wives of Windsor i A Midsummer Night's Dream. El 1992 guanyà el Premi Obie per l'Excel·lència a l'Actuació. També aparegué al Festival de Teatre de Williamstown a The School for Scandal i a Moon Over Miami, de John Guare.
El 1994, Lane donà la seva veu a "Timon", el suricata de l'èxit de The Walt Disney Company The Lion King; i el 1995 interpretà The Wizard of Oz in Concert al Lincoln Center en benefici de. L'actuació va ser emesa originàriament al canal TNT, i publicat en CD i en vídeo el 1996.

### 2000
Lane guanyà el seu segon Premi Tony per la seva interpretació de Max Bialystock al musical The Producers, de Mel Brooks, a més dels Premis Drama Desk i Outer Critics Circle. Posteriorment substituiria a Richard Dreyfuss al paper el 2004 al Theatre Royal Drury Lane de Londres al darrer moment, guanyant el Premi Laurence Oliver a Millor Actor de Musical. Tornaria a interpretar el paper a la versió cinematogràfica, per la que rebria la seva segona nominació als Globus d'Or com a Millor Actor de Comèdia o Musical.
Lane ha realitzat dos papers creats originàriament per Zero Mostel: Pseudolus a A Funny Thing Happened on the Way to the Forum i a Max Bialystock a The Producers. Declinà interpreta a Tevye al revival del 2004 de Fiddler on the Roof perquè no volia que se'l veiés com si sempre seguís les petjades de Mostel. Curiosament, els dos Tonys de Lane han vingut dels papers de Mostel. El 2000 protagonitzà un revival del Roundabout de The Man Who Came to Dinner com Sheridan Whiteside, amb Jean Smart i Harriet Harris. Abans havia protagonitzat una producció de Do Re Mi als Encores!.
El 2005, Lane es reuní de nou amb el seu company de "Producers", Matthew Broderick, per interpretar durant una temporada limitada The Odd Couple, amb gran èxit. El 2006 s'enfronta a un paper principalment dramàtic al revival de Butley, de Simon Gray. El 9 de gener del 2006, juntament amb Broderick, va rebre una estrella al Hollywood Walk of Fame. També van ser immortalitzats com a "Max i Leo" al Museu de Cera Madame Tussauds de Nova York. Posteriorment interpretà al President dels Estats Units a la sàtira política November, de David Mamet, dirigit per Joe Mantello, seguit pel revival de Waiting for Godot com Estragon, rebent una nominació del Cercle de Crítics Exteriors, amb Bill Irwin com Vladimir. A continuació protagonitzà la versió musical de The Addams Family com a "Gomez". El 2008 va ingressar al American Theatre Hall of Fame.

### 2010
Darrerament Lane s'ha dedicat en protagonitzar un revival de l'obra d'Eugene O'Neill "The Iceman Cometh" al Goodman Theatre de Chicago. Lane assumí el paper de Hickey, amb Brian Dennehy interpretant el paper de Larry Slade. La producció va ser dirigida per Robert Falls. Va rebre molt bones crítiques, i esdevingué l'espectacle de més èxit de la història del Goodman. Guanyà sis premis Jeff. A la primavera del 2013 està previst que torni a Broadway per representar la nova obra de Douglas Carter Beane, titulada "The Nance", en una producció del Lincoln Center dirigida per Jack O'Brien.

## Vida personal
En una ocasió un periodista preguntà a Lane si era gai; ell li respongué: "Tinc quaranta anys, sóc solter i treballo un munt al teatre musical. Ja pot lligar caps." Quan li va dir a la seva mare que era homosexual, ella li respongué: "Preferiria que fossis mort", i ell li replicà "sabia que ho entendries". Lane, que va sortir de l'armari després de la mort de Matthew Shepard, ha estat durant molt temps membre del gabinet del Broadway Cares/Equity Fights AIDS, i ha estat honorat per la Human Rights Campaign, Gay & Lesbian Alliance Against Defamation i The Trevor Project pel seu treball a la comunitat LGBT.
Lane resideix a Nova York amb la seva parella, el productor Devlin Elliot, i és molt amic de Matthew Broderick, de Mel Brooks i d'Ernie Sabella.

## Carrera

### Filmografia
- Jacqueline Susann's Valley of the Dolls (TV) (1981) com Stage Manager
- Espina de ferro (Ironweed) (1987) com Harold Allen
- Les Lemon Sisters (The Lemon Sisters) (1990) com Charlie Sorrell
- Joe contra el volcà (Joe Versus The Volcano) (1990) com Baw, Waponi Advance Man
- He Said, She Said (1991) com Wally Thurman
- Frankie i Johnny (Frankie and Johnny) (1991) com Tim
- Addams Family Values (1993) com Desk Sergeant
- Life with Mikey (1993) com Ed Chapman
- The Lion King (1994) com Timon (veu)
- Jeffrey (1995) com Father Dan
- The Birdcage (1996) com Albert Goldman
- The Boys Next Door (TV) (1996) com Norman Bulansky
- MouseHunt (1997) com Ernest "Ernie" Smuntz
- The Lion King II: Simba's Pride (1998) com Timon (veu)
- Stuart Little (1999) com Snowbell (veu)
- At First Sight (1999) com Phil
- Get Bruce! (1999) documental, com ell mateix
- George and Martha (1999) com George (veu)
- Titan A.E. (2000) com Preed (veu)
- Treballs d'amors perduts (Love's Labour's Lost) (2000) com Costard
- Isn't She Great (2000) com Irving Mansfield
- Trixie (2000) com Kirk Stans
- Laughter on the 23rd Floor (TV) (2001) com Max Prince
- Stuart Little 2 (2002) com Snowbell (veu)
- Nicholas Nickleby (2002) com Vincent Crummles
- Austin Powers in Goldmember (2002) com Mysterious Disco Man
- The Lion King 1½ (2004) com Timon (veu)
- Teacher's Pet (2004) com Spot també anomenat Scott Leadready (veu)
- Win a Date with Tad Hamilton! (2004) com Richard Levy the Driven
- Els productors (The Producers) (2005) com Max Bialystock
- Trumbo (2007) documental, com ell mateix
- Swing Vote (2008) com Art Crumb
- Astro Boy (2009) com Hammegg (veu)
- The Nutcracker (2010) com Oncle Albert
- Blancaneu (Mirror Mirror) (2012) com Brighton
- The English Teacher (2013) com Mr. Kapinas

### Televisió
| Any       | Títol                                           | Paper                             | Notes                                                   |
| --------- | ----------------------------------------------- | --------------------------------- | ------------------------------------------------------- |
| 1981      | Jacqueline Susann's Valley of the Dolls         | Mànager d'escenari                | Telefilm                                                |
| 1982      | One of the Boys                                 | Johnathan Burns                   | 13 episodis                                             |
| 1983      | Great Performances                              | Ratolí                            | Episodi: "Alice in Wonderland"                          |
| 1985      | Miami Vice                                      | Morty Price                       | Episodi: "Buddies"                                      |
| 1989–1991 | The Days and Nights of Molly Dodd               | Bing Shalimar                     | 3 episodis                                              |
| 1995      | Frasier                                         | Phil                              | Episodi: "Fool Me Once, Shame on You, Fool Me Twice..." |
| 1995      | Timon & Pumbaa                                  | Timon                             | Veu; 10 episodis                                        |
| 1996      | The Boys Next Door                              | Norman Bulansky                   | Telefilm                                                |
| 1997      | Merry Christmas, George Bailey                  | Clarence                          | Telefilm                                                |
| 1998      | Mad About You                                   | Nathan Twilley                    | Episodi: "Good Old Reliable Nathan"                     |
| 1998–1999 | Encore! Encore!                                 | Joseph Pinoni                     | 13 episodis                                             |
| 1999–2000 | George and Martha                               | George                            | Veu; 26 episodis                                        |
| 2000      | The Man Who Came to Dinner                      | Sheridan Whiteside                | Retransmissió en directe de la PBS                      |
| 2000–2002 | Teacher's Pet                                   | Spot Helperman Scott Leadready II | Veu; 34 episodis                                        |
| 2001      | Laughter on the 23rd Floor                      | Max Prince                        | Telefilm                                                |
| 2002      | Sex and the City                                | Bobby Fine                        | Episodi: "I Love a Charade"                             |
| 2003      | Charlie Lawrence                                | Charlie Lawrence                  | 7 episodis                                              |
| 2004      | Curb Your Enthusiasm                            | Nathan Lane                       | Episodi: "Opening Night"                                |
| 2004      | Absolutely Fabulous                             | Kunz                              | Episodi: "White Box"                                    |
| 2007      | 30 Rock                                         | Eddie Donaghy                     | Episodi: "The Fighting Irish"                           |
| 2010–2019 | Modern Family                                   | Pepper Saltzman                   | 10 episodis                                             |
| 2012–2014 | The Good Wife                                   | Clarke Hayden                     | 15 episodis                                             |
| 2014      | The Money                                       | Gordon McCarren                   | Pilot d'HBO                                             |
| 2014      | Don Rickles: One Night Only                     | Ell mateix (convidat)             | Especial de televisió                                   |
| 2016      | The People v. O.J. Simpson:American Crime Story | F. Lee Bailey                     | 8 episodis                                              |
| 2016      | Difficult People                                | Ell mateix                        | Episodi: "Kessler Epstein Foundation"                   |
| 2016      | Maya & Marty                                    | Connor Grayfield                  | Episodi: "Steve Martin & Tina Fey"                      |
| 2018      | The Blacklist                                   | Abraham Stern                     | Episodi: "Abraham Stern (No. 100)"                      |
| 2020      | Penny Dreadful: City of Angels                  | Lewis Michener                    | Paper principal                                         |

### Teatre
- A Midsummer Night's Dream (1978-Off Broadway) com Francis Flute
- Present Laughter (1982-Broadway) com Roland Maule
- Merlin (1983-Broadway) com Prince Fergus
- Love (1984-Off Broadway) com Harry Berlin
- She Stoops to Conquer (1984-Off Broadway) com Tony Lumpkin
- Measure for Measure (1985-Off Broadway) com Pompey
- Wind in the Willows (1985-Broadway) com Toad
- The Common Pursuit (1986-Off Broadway) com Nick Finchling
- Claptrap (1987-Off Broadway) com Harvey Wheatcraft
- Broadway Bound (1987-National Tour) com Stanley
- The Film Society (1988-Off Broadway) com Jonathan Balton
- In a Pig's Valise (1989-Off Broadway) com James Taxi
- The Lisbon Traviata (1989-Off Broadway) com Mendy
- Assassins (1989-New York reading) com Sam Byck
- Bad Habits (1990-Off Broadway) Jason Pepper, M.D./Hugh Gumbs
- Some Americans Abroad (1990-Broadway) com Henry McNeil
- Lips Together, Teeth Apart (1991-Off Broadway) com Sam Truman
- On Borrowed Time (1991-Broadway) com Mr. Brink
- Guys and Dolls (1992-Broadway) com Nathan Detroit
- Laughter on the 23rd Floor (1993-Broadway) com Max Prince
- Love! Valour! Compassion! (1994-Off Broadway i Broadway) com Buzz Hauser
- A Funny Thing Happened on the Way to the Forum (1996-Broadway) com Prologus i Pseudolus
- Angela Lansbury: A Celebration (1996-Broadway benefit) com Host
- Mizlansky/Zilinsky or "Schmucks" (1998-Off Broadway) com Davis Mizlansky
- Do Re Mi (1999-Off Broadway) com Hubert Cram
- Wise Guys (1999-New York workshop) com Addison Mizner
- The Frogs (2000-Library of Congress) com Dionysus
- The Man Who Came to Dinner (2000-Broadway) com Sheridan Whiteside
- The Producers (2001-Broadway) com Max Bialystock
- The Play What I Wrote (2003-Broadway) com Mystery Guest Star
- Trumbo: Red White and Blacklisted (2003-Off Broadway) com Dalton Trumbo
- Butley (2003-Huntington Theater, Boston) com Ben Butley
- The Frogs (2004-Broadway) com Dionysus
- The Producers (2004-West End, London] com Max Bialystock
- Dedication or the Stuff of Dreams (2005-Off Broadway) com Lou Nuncle
- Catch Me If You Can (2005-New York reading) com Hanratty
- The Odd Couple (2005-Broadway) com Oscar Madison
- Catch Me If You Can (2006-New York Workshop) com Hanratty
- Butley (2006-Broadway) com Ben Butley
- Catch Me If You Can (2007-New York reading) com Hanratty
- November (2008-Broadway) com Charles Smith
- Waiting for Godot (2009-Broadway) com Estragon
- The Addams Family (2010-Broadway) com Gomez Addams
- The Iceman Cometh (2012-Chicago, Goodman Theatre) com Theodore "Hickey" Hickman[9]

## Premis i nominacions
Teatre
| Any  | Treball                                        | Premi                                                                              | Resultat  |
| ---- | ---------------------------------------------- | ---------------------------------------------------------------------------------- | --------- |
| 1983 | Present Laughter                               | Premi Drama Desk a l'Actor de Repartiment Més Destacat en una Obra                 | Nominat   |
| 1986 | Measure for Measure                            | Premi St. Clair Bayfield a l'actuació shakespeareana                               | Guanyador |
| 1990 | The Lisbon Traviata                            | Premi Drama Desk a l'Actor Més Destacat en una Obra                                | Guanyador |
| 1990 | The Lisbon Traviata                            | Premi Lucille Lortel                                                               | Guanyador |
| 1990 | The Lisbon Traviata                            | Premi Outer Critics Circle a la Millor Actuació d'Actor Protagonista en una Obra   | Nominat   |
| 1990 | The Lisbon Traviata                            | Premi del Cercle de Crítics de Los Angeles                                         | Guanyador |
| 1992 | Guys and Dolls                                 | Premi Drama Desk a l'Actor Més Destacat en un Musical                              | Guanyador |
| 1992 | Guys and Dolls                                 | Premi Tony al Millor Actor de Musical                                              | Nominat   |
| 1992 | Guys and Dolls                                 | Premi Outer Critics Circle a la Millor Actuació d'Actor Protagonista en un Musical | Guanyador |
| 1992 | Guys and Dolls                                 | Premi Obie a l'Excel·lència en l'Actuació                                          | Guanyador |
| 1995 | Love! Valour! Compassion!                      | Premi Drama Desk a l'Actor de Repartiment Més Destacat                             | Guanyador |
| 1995 | Love! Valour! Compassion!                      | Premi Outer Critics Circle a la Millor Actuació d'Actor de Repartiment             | Guanyador |
| 1995 | Love! Valour! Compassion!                      | Premi Obie a l'Actor de Conjunt                                                    | Guanyador |
| 1996 | A Funny Thing Happened on the Way to the Forum | Premi Drama Desk a l'Actor de Musical Més Destacat                                 | Guanyador |
| 1996 | A Funny Thing Happened on the Way to the Forum | Premi Tony al Millor Actor de Musical                                              | Guanyador |
| 1996 | A Funny Thing Happened on the Way to the Forum | Premi Outer Critics Circle a la Millor Actuació d'Actor Protagonista en un Musical | Guanyador |
| 2001 | The Producers                                  | Premi Drama Desk a l'Actor de Musical Més Destacat                                 | Guanyador |
| 2001 | The Producers                                  | Premi Tony al Millor Actor de Musical                                              | Guanyador |
| 2001 | The Producers                                  | Premi Laurence Olivier al Millor Actor de Musical                                  | Guanyador |
| 2006 | Dedication or the Stuff of Dreams              | Premi Drama Desk a l'Actor Més Destacat                                            | Nominat   |
| 2009 | Waiting For Godot                              | Premi Drama Desk a l'Actor Més Destacat                                            | Nominat   |
| 2010 | The Addams Family                              | Premi Drama Desk a l'Actor de Musical Més Destacat                                 | Nominat   |
| 2010 | The Addams Family                              | Premi Outer Critics Circle a la Millor Actuació d'Actor Protagonista en un Musical | Nominat   |

### Nominacions
- 1998. Primetime Emmy al millor actor convidat en sèrie còmica per Frasier
- 1997. Globus d'Or al millor actor musical o còmic per The Birdcage
- 1998. Primetime Emmy al millor actor convidat en sèrie còmica per Mad About You
- 2006. Globus d'Or al millor actor musical o còmic per Els productors
- 2011. Primetime Emmy al millor actor convidat en sèrie còmica per Modern Family
- 2013. Primetime Emmy al millor actor convidat en sèrie còmica per Modern Family
- 2013. Primetime Emmy al millor actor convidat en sèrie dramàtica per The Good Wife